# Varus Valles
Le Varus Valles sono una struttura geologica della superficie di Marte.